# Kasteel van Bayac
Het Kasteel van Bayac (Frans: Château de Bayac) is een kasteel in de Franse gemeente Bayac. Het kasteel is een beschermd historisch monument sinds 1970.